# Mélissa Busque
Mélissa Busque (* 18. Februar 1990 in Saint-Bruno-de-Montarville, Québec) ist eine kanadische Fußballnationalspielerin.

## Leben
Busque wurde als Tochter eines Franko-kanadiers in Saint-Bruno-de-Montarville, einem Vorort von Montreal in der Provinz Québec geboren.
Nach ihrem Abschluss am Collège Français Longueuil, schrieb sie sich im Herbst 2008 an der renommierten US-amerikanischen University of Connecticut ein. Dort studierte sie vier Jahre lang Sport Management, bevor sie 2012 an der Seattle University ein Psychologie-Studium begann.

### Karriere

#### Vereinskarriere
Busque startete ihre aktive Karriere im Alter von fünf Jahren, beim FC Saint-Bruno-de-Montarville. In dieser Zeit lief sie auf nationaler Ebene, in verschiedenen Auswahlteams des National Training Center’s Québec und dem Auswahlteam FC Select Rive-Sud auf. Nach dreizehn Jahren beim FC St. Bruno, verließ sie ihre Heimatstadt Saint-Bruno-de-Montarville und ging nach Ottawa, wo sie neben den Frauen-Bundesliga-Spielerinnen Tiffany Cameron, Christina Julien, Christabel Oduro, Kylla Sjoman und Danica Wu beim W-League Verein Ottawa Fury ihre Seniorenkarriere startete. Sie lief drei Jahre für Fury auf und sicherte sich 2011 die Meisterschaft der W-League, bevor sie am 23. April 2013 nach ihrem Bachelor-Abschluss zum W-League-Rivalen Seattle Sounders FC ging. In Seattle wurde Busque im Juli 2013 in das W-League All Star Team berufen, nachdem sie bei einer Online-Umfrage als beste Mittelfeldspielerin gewählt wurde.
Nachdem dem Titel gewinn verließ Busque die Seattle Sounders und unterschrieb am 1. Mai 2014 für den kanadischen W-League Verein Laval Comets. Rund einen Monat später am 20. Juni 2014 unterschrieb sie dann einen Vertrag beim Frauen-Bundesliga-Aufsteiger Herforder SV, den sie am 2. August 2014 wieder auflöste. Busque kehrte daraufhin vorerst zu ihrem vorigen Verein Laval Comets zurück. Ihren vakanten Platz in Herford bekam stattdessen ihre Landsfrau und Nationalmannschaftskollegin Danica Wu. Im Januar 2015 schloss sie sich dem deutschen Bundesligisten SC Sand an. Nach einem halben Jahr in Sand kehrte Busque zu den Laval Comets zurück.

#### Nationalmannschaft
Busque ist A-Nationalspielerin für die kanadische Fußballnationalmannschaft der Frauen und wurde vom Nationaltrainer John Herdman das erste Mal am 11. Juni 2013 berufen. Sie spielte ihr Länderspieldebüt am 13. Juli 2013 gegen die deutsche Fußballnationalmannschaft der Frauen.